# Browneopsis excelsa
Browneopsis excelsa é uma espécie de legume da família Leguminosae.
Pode ser encontrada na Colômbia, Panamá e Peru.
Esta espécie está ameaçada por perda de habitat.